# Salmo 107

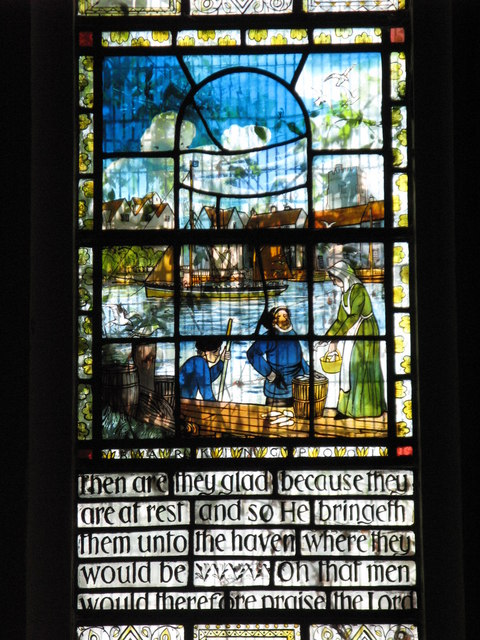
I versetti 30 e 31 del salmo in inglese su una vetrata.

Il salmo 107 (106 secondo la numerazione greca) costituisce il centosettesimo capitolo del Libro dei salmi.
È tradizionalmente attribuito al re Davide.